# Temnoma quadripartitum
Temnoma quadripartitum là một loài rêu trong họ Pseudolepicoleaceae. Loài này được (Hook.) Mitt. mô tả khoa học đầu tiên năm 1877.